# Lokomotiva 701
Lokomotivy řady 701 (dříve T 211.1) jsou motorové lokomotivy určené k lehkému staničnímu posunu v železničních stanicích, lokomotivních depech a na vlečkách podniků. Vznikly modernizací strojů řady 700.

## Modernizace
Modernizace probíhala v letech 1977 až 1991. Hlavním bodem modernizace byla remotorizace, kdy byl původní motor Tatra 111 A nahrazen novým agregátem Tatra T 930-51. Ten má větší vrtání (120 mm) a z toho vyplývající vyšší zdvihový objem (17,641 l). Dosaženo bylo i vyššího výkonu, který z původních 121 kW narostl na 169 kW. Zvýšeny byly i maximální otáčky, a to na 1800 ot./min, naopak nový motor má již jeden vačkový hřídel. Do převodovky byla přidána reverzace.

## Popis
Na rámu lokomotivy je umístěna kabina pro strojvedoucího, před kterou je zúžená kapota, v níž je umístěn spalovací motor a další komponenty. V rámu jsou uloženy dvě nápravy – obě hnací. Lokomotiva má přenos výkonu řešený přes mechanickou převodovku, ve které strojvedoucí zařazuje rychlostní stupně předvolbou – zařadí rychlostní stupeň a teprve poté použije spojkový ventil.

## Historické lokomotivy
- 701.055 (Lokálka Group, označena jako T 211.0040)
- 701.305 (HASE elektronic s.r.o.)
- 701.309 (Výtopna Jaroměř)
- 701.484 (Společnost železniční při DKV Česká Třebová)
- 701.460 (Železniční společnost Tanvald, zapůjčena spolku Zubačka)
- 701.532 (FAN RAIL CS s.r.o.)
- 701.611 (Frýdlantské okresní dráhy)
- 701.627 (Jaromír Lienert)
- 701.642 (Železniční muzeum Rokytnice v Orlických horách)
- 701.645 (Detská železnica Košice, rozchod 1000 mm, maximální rychlost 30 km/h)
- 701.745 (KMD Kutná Hora, označena jako T 211.0167 )
- 701.776 (České dráhy, železniční muzeum Lužná u Rakovníka)
- 701.952 (Detská železnica Košice, rozchod 1000 mm, maximální rychlost 30 km/h)
- 701.953 (Detská železnica Košice, rozchod 1000 mm, maximální rychlost 30 km/h)